# Kościół św. Józefa Oblubieńca Najświętszej Maryi Panny w Skierniewicach
Kościół świętego Józefa Oblubieńca Najświętszej Maryi Panny w Skierniewicach – rzymskokatolicki kościół parafialny należący do parafii pod tym samym wezwaniem (dekanat Skierniewice – Najświętszego Serca Pana Jezusa diecezji łowickiej). Znajduje się w skierniewickiej dzielnicy Rawka.
Budowa świątyni została rozpoczęta 15 kwietnia 1982 roku według projektu inżyniera architekta Michała Sandowicza. We wrześniu 1984 roku biskup pomocniczy warszawski Jerzy Modzelewski wmurował kamień węgielny świątyni, przywieziony z grobu św. Piotra Apostoła i poświęcony przez Ojca Świętego Jana Pawła II. Budowa została ukończona po 10 latach. Nową świątynię konsekrował w dniu 7 maja 1992 roku biskup łowicki Alojzy Orszulik SAC.
Dwukondygnacyjna budowla została wzniesiona w stylu nowoczesnym. W kościele górnym odprawia się większość nabożeństw. W ołtarzu głównym jest umieszczony otoczony łukiem drewniany krzyż z figurą Chrystusa. Ołtarz boczny jest poświęcony św. Józefowi, którego wizerunek jest kopią obrazu z ołtarza bocznego znajdującego się w Białej Rawskiej; jego twórcą jest Adam Kalica. W kaplicy bocznej czczona jest Matka Boża Częstochowska. Od 2004 roku okna od strony południowej są ozdobione witrażami, zaprojektowanymi i wykonanymi przez firmę Glass z Gdańska, przedstawiającymi m.in. sceny z życia Świętej Rodziny, św. Jana Pawła II, prymasów Polski – błogosławionego Stefana kard. Wyszyńskiego i Józefa kard. Glempa, a także biskupów łowickich i historię budowy świątyni.